# Ісла-Майор
Ісла-Майор (ісп. Isla Mayor) — муніципалітет в Іспанії, у складі автономної спільноти Андалусія, у провінції Севілья. Населення — 5930 осіб (2010).
Муніципалітет розташований на відстані близько 420 км на південний захід від Мадрида, 32 км на південний захід від Севільї.

## Демографія
Динаміка населення (INE ):